# Koninklijke Rederijkerskamer Ons Genoegen
Koninklijke Rederijkerskamer 'Ons Genoegen' is een rederijkersvereniging gevestigd in Sexbierum.
Het is een van de zes rederijkerskamers die het predicaat Koninklijk mogen voeren. 'Ons Genoegen' heeft als voornaamste doel om eens per jaar een of meer toneelstukken uit te voeren. De uitvoeringen vinden eerst plaats in het dorpshuis It Waed in Sexbierum, met aansluitend enkele voorstellingen buiten het dorp - afhankelijk van de belangstelling.

## Geschiedenis
Rederijkerskamer “Ons Genoegen” Sexbierum is opgericht op 25 juni 1864. De leden bestaan uit werkende, “kunstlievende” en ereleden. Tot 1921 moest iemand die lid wilde worden van de rederijkerskamer een proef afleggen. Die proef bestond uit een voordracht en dan werd er over gestemd of diegene en waardig lid kon worden. 
In de Tweede Wereldoorlog mocht er wel toneel gespeeld worden, maar dan moest Ons Genoegen zich bij de Kulturkammer van de Duitse bezetter aansluiten. Om dat te voorkomen dook Ons Genoegen in die tijd onder bij de kaatsvereniging en werden onder die vlag verder toneelvoorstellingen gegeven. Bij het 85-jarig bestaan in 1949 verleende burgemeester J. Duker, uit naam van de Koningin, aan de Rederijkerskamer Ons Genoegen het predicaat Koninklijk.